# Guerra civil de Córcira
La guerra civil (stasis) de Córcira (actual isla jónica de Corfú) estalló en el año 427 a. C. entre los oligarcas y demócratas corcirenses. Tucídides dice que fue una de las primeras guerras civiles que se desencadenaron en el mundo griego, y hace un alegato antibelicista al tildar a la guerra de «maestra de violencia» (griego antiguo pólemos...bíalos didáskalos). Se enmarca dentro de la primera fase de la guerra del Peloponeso, la llamada guerra arquidámica.

## Antecedentes (pródomos)

Mapa de 431 a. C., en vísperas de la guerra arquidámica. Epidamnos, colonia corcirea, puede verse en la costa adriática del sur de Iliria actual Albania y Córcira frente a la costa meridional de Epiro.

Corinto, a la que le gustaba imponer su autoridad en las colonias que había fundado en el Adriático, intervino en la guerra civil de Epidamnos (437 a. C.), entre aristócratas y demócratas, que se desencadenó tras muchos años de disensiones internas, a causa de la ruinosa guerra que los primeros mantuvieron con la tribu iliria de los taulantios. Los demócratas expulsaron a los oligargas y a solicitud de los primeros, Corinto envió colonos y una guarnición a Epidamno. Los oligarcas, por su parte, se aseguraron el apoyo de Córcira, antigua colonia también de Corinto, cuya flota puso asedio por mar a Epidamnos.
Los corintios prepararon una gran expedición en la que participaron aliados del Peloponeso, del mar Jónico y de Tebas.

## La guerra
La isla había firmado una alianza defensiva (epimachía) con Atenas. Los atenienses habían intentado obtener su compromiso, pero como consecuencia de una votación se decidió que Córcira fuera aliada de Atenas. Parece que el partido aristocrático corcirense había sido favorable a Corinto, mientras que el partido popular se inclinaba por Atenas. Los diferentes jefes de los dos partidos se citaron en los tribunales. Pitias, jefe del partido popular, fue absuelto de los cargos políticos que pesaban sobre él. Él citó a sus adversarios ante la justicia, esta vez, por una acusación de sacrilegio. Los cinco miembros del partido aristocrático fueron condenados a una gravosa multa. Pitias, personaje influyente del Consejo, insistió para que fuera pagada. Los aristócratas y sus partidarios aprehendieron a los demócratas. Pitias fue atacado y muerto en la misma sala del Consejo, ante la vista de sesenta personas. Sus partidarios se refugiaron en un trirreme ateniense.
Los aristócratas convocaron la Asamblea de los ciudadanos, a la que hicieron votar la neutralidad de la ciudad en la guerra. Un trirreme corintio que transportaba a emisarios de Esparta atracó en Córcira y poco tiempo después, el partido aristocrático lanzó un nuevo ataque contra el democrático, el cual resultó vencido. Los supervivientes se refugiaron en la acrópolis y en la parte alta de la ciudad. También tenía en su poder el puerto Hilaico. Los aristócratas tomaron el área del ágora, donde residían la mayoría, y el puerto contiguo enfrente del continente.
Los demócratas se negaron a sumarse a los esclavos, con la promesa de su libertad, mientras que los oligarcas hicieron llegar a 800 mercenarios.
Al día siguiente tuvo lugar un nuevo enfrentamiento en el que vencieron los demócratas. Para evitar la toma del arsenal, los aristócratas incendiaron los edificios en torno al ágora.
El estratego ateniense, Nicóstrato, llegó la jornada siguiente con 12 barcos y 500 hoplitas mesenios. Obligó a los diferentes partidos a aceptar su arbitraje. Los aristócratas responsables de la rebelión huyeron antes de poder ser juzgados por sus actos, y fue declarada una amnistía para el resto. Además, se concluyó una alianza defensiva (epimachía) con Atenas. También se decidió intercambiar los barcos de guerra entre las dos ciudades. Los demócratas pensaron que podrían desembarazarse de sus adversarios políticos enviándolos a Atenas. Antes de embarcar, los partidarios de los aristócratas, cerca de cuatrocientos, se refugiaron en los templos de los Dioscuros y de Hera. Fueron persuadidos a partir y exiliados en un islote situado enfrente del templo de la diosa.
Tres o cuatro días después se presentó, bajo el mando de Álcidas, una flota peloponesia de una sesentena de naves que intentó aprovechar la situación. Ante la amenaza, Córcira se aprestó a equipar 60 trirremes con urgencia y a medida que estaban listos los enviaban contra el adversario. Llegaron frente a los navíos enemigos en formación abierta. Mientras se aproximaban a los barcos enemigos, dos barcos corcirenses desertaron. Mientras que en las otras naves, las tropas embarcadas combatían entre sí. La flota peloponesia sacó provecho de la situación y se alineó con 20 trirremes contra los corcirenses y con el resto de naves contra los 12 trirremes atenienses, dos de las cuales eran el Salaminia y el Páralo.

## Batalla naval

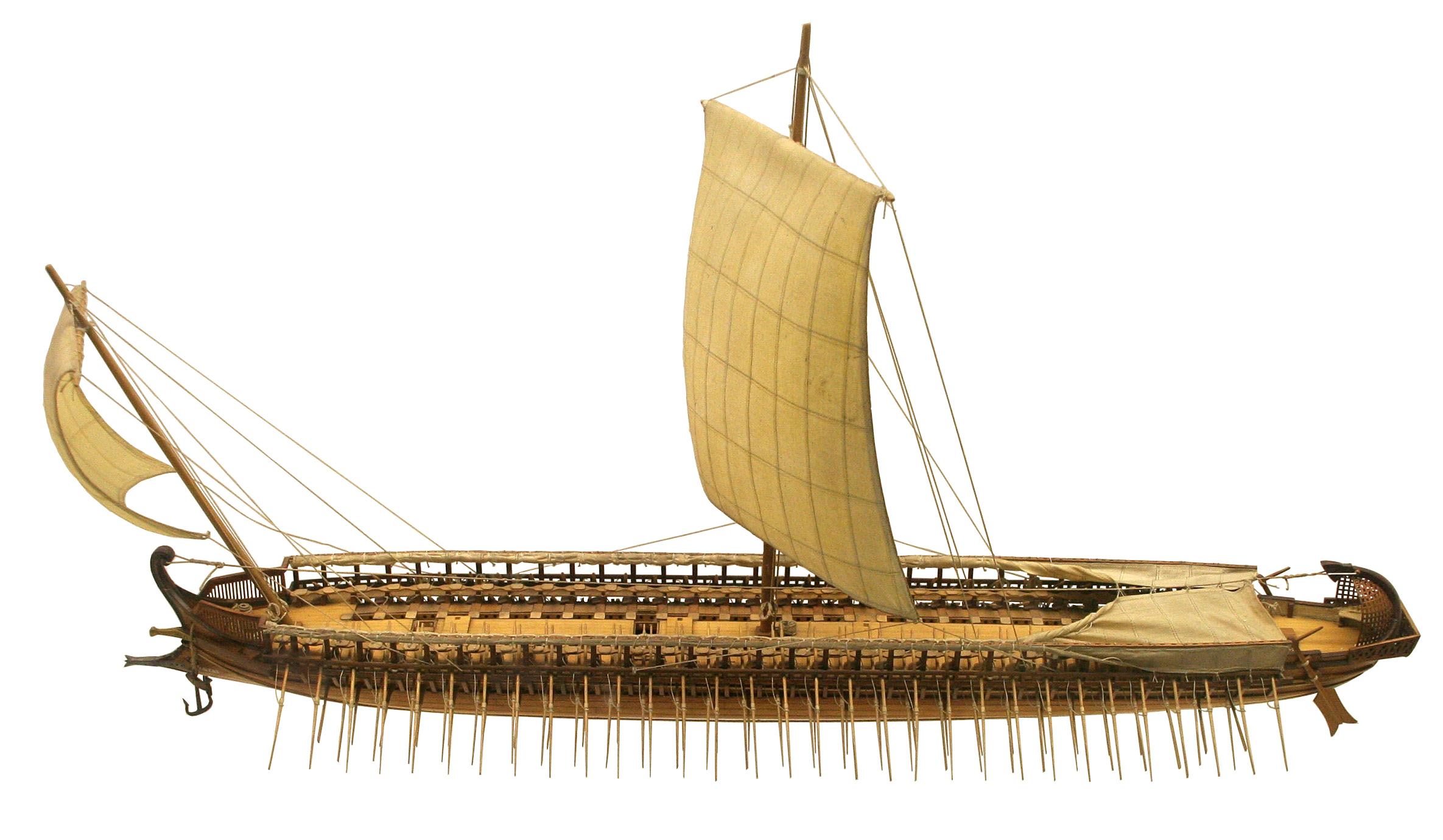
Maqueta de un trirreme griego.

Los escaso barcos corcirenses atacaron en desorden y se encontraron en dificultades 
Los trirremes atenienses estaban en inferioridad numérica y temiendo una maniobra envolvente por parte de los peloponesios, no atacaron ni al grueso de la flota ni al centro de la escuadra alienada frente a ellos. Al final arremetieron contra un ala y hundieron un barco. Después, la flota peloponesia adoptó un formación en círculo y los atenienses navegaban en torno suyo. Temiendo que ocurriera como en Naupacto (429 a. C.), las naves que estaban luchando contra las corcirenses acudieron en su ayuda. Una vez reunidos, los trirremes peloponesios lanzaron un ataque coordinado contra los atenienses, quienes empezaron a retirarse ciando lentamente para atraer sobre ellos el ataque de la formación enemiga, con el fin de que las naves corcirenses pudieran ponerse a salvo. Los atenienses no pudieron impedir la derrota total de los corcirenses que se batieron en retirada, después de haber perdido trece navíos. La batalla terminó a la puesta del sol.

## Negociaciones
Los partidarios de los oligarcas fueron repatriados del islote para que no pudieran ser socorridos por la flota peloponesia. Demócratas y aristócratas negociaron entonces la reconciliación. Se trataba, para todos, de defender la ciudad ante todo. Los aristócratas aceptaron servir a bordo de las naves de guerra. Córcira se preparó para un asedio, pero no fue atacada. Los peloponesios se contentaron con asolar el cabo Leucimna y después se replegaron. Llegaron entonces sesenta barcos atenienses de refuerzo. Los demócratas masacraron a todos los oligarcas que se habían quedado en tierra. Los que se habían refugiado en los templos fueron convencidos para que salieran, y fueron juzgados y condenados a muerte. Algunos prefirieron suicidarse. Los supervivientes, cerca de 500, se adueñaron de los territorios continentales de la ciudad, desde donde hicieron incursiones contra la isla. Causaron tantos estragos que el hambre se apoderó de la ciudad. Como no consiguieron convencer ni a Corinto ni a Esparta de que les prestaran ayuda para regresar a su patria, reclutaron mercenarios y desembarcaron en la isla. Quemaron sus naves para no poder retroceder y se instalaron en el monte Istone, desde el cual reemprendieron las incursiones. Rápidamente tomaron el control de los campos.
En 425 a. C., Atenas envió una flota para ayudar a sus partidarios en Córcira. La idea era asegurar la ruta hacia Sicilia. Los demócratas auxiliados por hoplitas atenienses encabezados por los estrategos Eurimedonte y Sófocles, ocuparon la fortificación desde la que los oligarcas hostigaban a sus rivales políticos, y concluyeron un acuerdo por el que los mercenarios debían entregarse, y los oligarcas correrían la suerte que decidiera el pueblo ateniense. Fueron conducidos a la isla de Ptiquia Desde allí fueron enviados a Atenas para ser juzgados. Temiendo que los tribunales de sus aliados no condenaran a muerte sus enemigos, los demócratas idearon una estratagema. Los empujaron a tratar de fugarse, lo que rompería el acuerdo con Atenas. Por otra parte, a los estrategos atenienses, presionados a entregarse en Sicilia, no les importó deshacerse de sus prisioneros y que se hicieran cargo de los corcirenses. Los demócratas masacraron salvajemente a sus enemigos oligarcas y vendieron a las mujeres como esclavas.
La guerra civil llegó así al final, con la desaparición casi completa de uno de los dos partidos.